# قلاء تنفسي
القُلاء التَنَفُسِي أو مرض القاعدية التنفسي (بالإنجليزية: Respiratory alkalosis)‏، هوَ اضطِراب سَريري ناجِم عن ارتِفاع دَرجة حُموضة الدَم عن المُعدل الطَبيعي (7.35-7.45) نَتيجةً لِزيادة التَنفس مع انخِفاض مُتزامن في مستويات ثاني أُكسيد الكَربون الشِرياني، وَيحصل القُلاء التَنفسي بشكل شائِع بين المُصابين بالاضطرابات التَنفسية أَو القَلبية وفي حالات الاعتِماد على التَنفس الاصطِناعي، ويُعتبر هذا الاضطراب أحد الأَنواع الأربعة للاضطرابات الناجِمة عن اختلال التَوازن الحمضي القاعدي.
يُعتبر القُلاء التَنفسي أحد الأَنواع الأربعة للاضطرابات الناجِمة عن اختلال التَوازن الحمضي القاعدي، كما يتم تَصنيف القُلاء الَتنفسي حَسب سُرعة الحَدوث إلى حاد وَمزُمن، ويتعمد تَشخيص كُل منها على التغير في الرقم الهيدروجيني بالإضافة إلى بعض الأعراض الأُخرى كنقص الكالسيوم وانخفاض ضغط الدَم وَغيرها.

## التعريف
يُعرف القُلاء التَنَفُسي بِشكل مُفصل على أَنهُ اضطِراب سَريري ناجِم عَن فَرط تَهوية الحُويصلات الهَوائية والمُرتبط بِنقص الضغط الجُزئي لثاني أُكسيد الكربون الشِرياني (PaCO2) أَو الضغط الجزئي لثاني أُكسيد الكَربون (PCO2) وبِالتالي زِيادة النِسبة بين البيكربونات إِلى الضَغط الجُزئي لثاني أُكسيد الكربون وَزيادة الرَقم الهيدروجيني pH بِحيث يُصبح قاعِدياً فِي الحَالات الحادة مِن القُلاء التَنفسي وَيَقترب مِن الطَبيعي فِي الحالات المُزمنة.

### الفسيولوجيا المَرضية
يؤدي فَرط التَهوية فِي الحُويصلات الهوائية إِلى انخِفاض الضَغط الجُزئي لِغاز ثاني أُكسيد الكَربون، وَيُصاحبه انخِفاض في حِمض الكَربونيك في بلازما الدَم وَزيادة قاعدية الدم.

## الأنواع

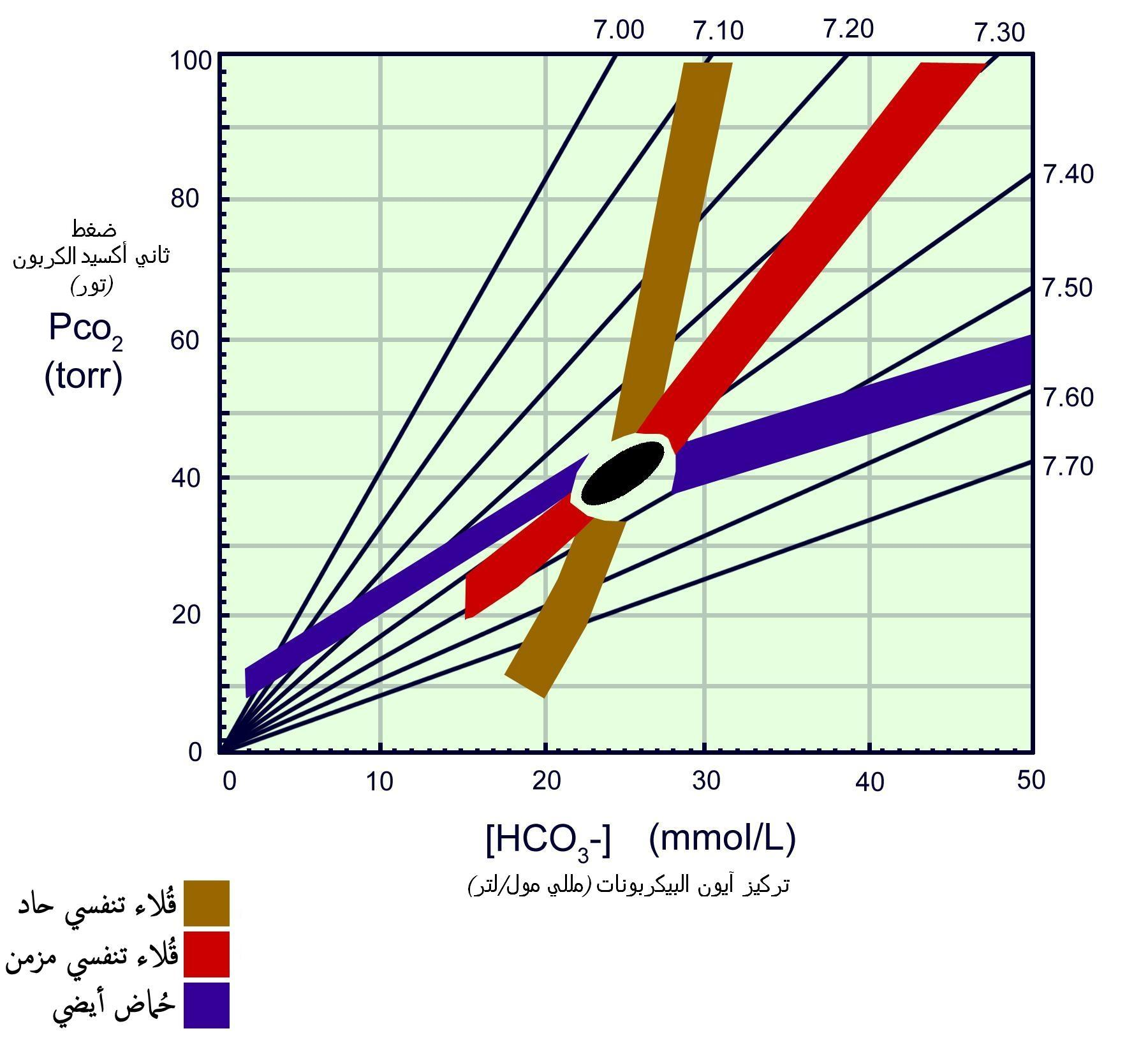
مُقارنة بين أنواع القُلاء التَنفسي

يُقسم القُلاء التَنفسي إلى نَوعين، كَالتالي:
القُلاء التَنفُسي الحاد :ويَحدُث بِشكل سَريع، حيث يُصبح لِكل انخفاض بِمقدار 10 ملم زئبقي في الضغط الجزئي لثاني أُكسيد الكَربون في الدَم الشرياني، هُنالك انخِفاض مُماثل بِمقدار 2 مل مكافئ/لتر في أيون البيكربونات بِسَبب التَعويض الحاد، ويُمكن أن يَفقد الشَخص وَعيه نَتيجة لِعودة مُعدل التَهوية لِوضعه الطبيعي، ويُمكن حِساب التَغير في الرَقم الهَيدروجيني بالمُعادله التالية:
{\displaystyle \triangle \mathrm {pH} ={0.008}*({40}-PCO_{2})}
القُلاء التَنفُسي المُزمن :وهيَ حالة طَويلة الأَمد، حيث يُصبح لِكل انِخفاض بمقدار 10 ملم زئبقي في الضغط الجزئي لثاني أُكسيد الكَربون في الدَم الشرياني، هُنالك انخفاض مُماثل بِمقدار 5 مل مكافئ/لتر في أيون البيكربونات بِسَبب التَعويض مِما يُقلل من تأثير القُلاء الناجِم عن الانخفاض في الضغط الجزيئي لثاني أكسيد الكربون في الدَم، وهذا ما يُسمى بِـ التَعويض الأيضي (التَعويض الاستِقلابي)، ويُمكن حِساب التَغير في الرَقم الهَيدروجيني بالمُعادلة التالية:
{\displaystyle \triangle \mathrm {pH} ={0.017}*({40}-PCO_{2})}

## الأعراض والعَلامات

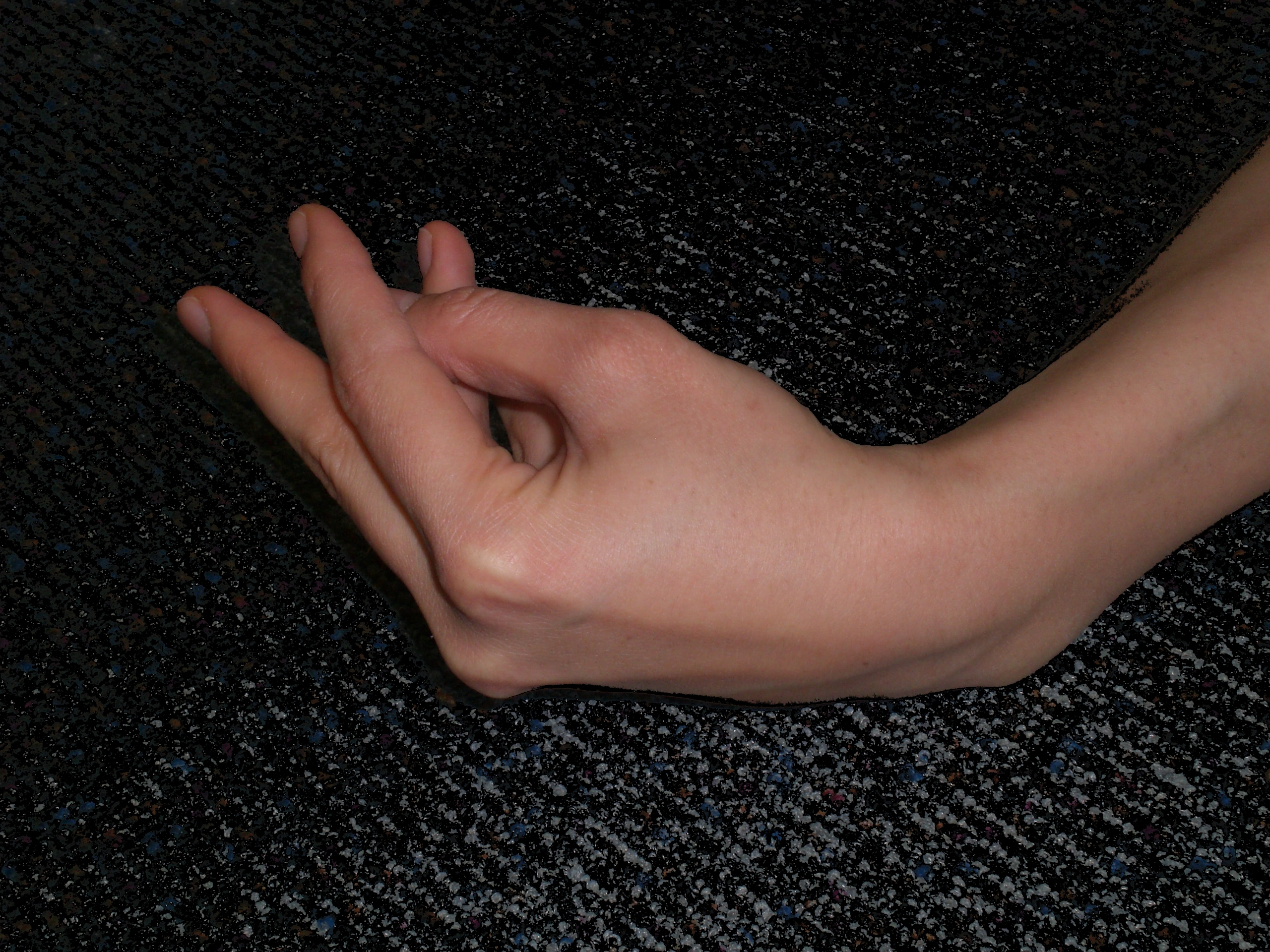
تَشنج أصابع اليَد، يعد أَحد أَعراض القُلاء التَنفسي

علامات وأَعراض القُلاء التَنفسي مُرتبطة بالانخفاض في مستويات ثاني أُكسيد الكَربون في الدَم، وَتَشمل خَدران الأطراف. وبِالإضافة لذلك قَد يُؤثر القُلاء على تَوازن أَيون الكالسيوم في الجِسم، وَيُسبب أَعراض مَرض نَقص كالسيوم الدَم (مِثل التَكزز وَالإِغماء) مَع عدم وجود انخفاض إجمالي في مستويات الكالسيوم في الدَم، وبالرَغم من ذلك فَإنَّ القُلاء التَنفُسي المُزمن يُؤدي إلى فَرط فُوسفاتاز الدَّم وَمرض نقص كالسيوم الدَم، عن طَريق تَحفيز الكِلى لِمقاومة هُرمون الدريقات.
هُناك علامات وأعراض أُخرى للقُلاء التَنفسي، مِثل: الدُوار وَتَسارُع نَبَضات القَلب وَانخفاض ضغط الدم وَتشنج أصابع اليدَ.

### المُضاعفات
تَحدث عِدة مُضاعفات للقُلاء التَنفُسي من أَهمها اختلال النَّظْم القَلْبِيّ، بالإضافة إلى النَوبات المُزمنة والتي تَحدث بِشكل قَليل.

## آلية الحُدوث
يَحدث القُلاء التَنفسي بِشكلٍ عام عند تَعرض الشَخص لبعض الأسباب والمُحفزات التي تُسبب فَرط التَهوية وبالتالي زيادة التَنفس، حيث تؤدي زيادة التَنفس إلى زِيادة في التَنفس الحُويصلي، مما يُؤدي إلى طَرد ثاني أكسيد الكربون من الدَورة الدَموية، وبالتالي تغيير التوازن الكيميائي الحَيوي لثاني أكسيد الكَربون في نِظام الدَورة الدَموية، حيث يَستمر النِظام بالتَفاعل اعتماداً على مبدأ لو شاتيليه (مبدأ انزياح الهَواء).

ثُم تتحول أيونات الهيدروجين وَالبَيكربونات عن طَريق حمض الكَربونيك (H2CO3) -الذي يعمل كَوسيط في التَفاعل- لإنتاج المَزيد من ثاني أُكسيد الكربون، حيث يُحفز التَفاعل إنزيم الأنهيدراز الكَربوني وفقاً للتفاعل التالي:
{\displaystyle {\rm {HCO_{3}^{-}+H^{+}\rightarrow H_{2}CO_{3}\rightarrow CO_{2}+H_{2}O}}}

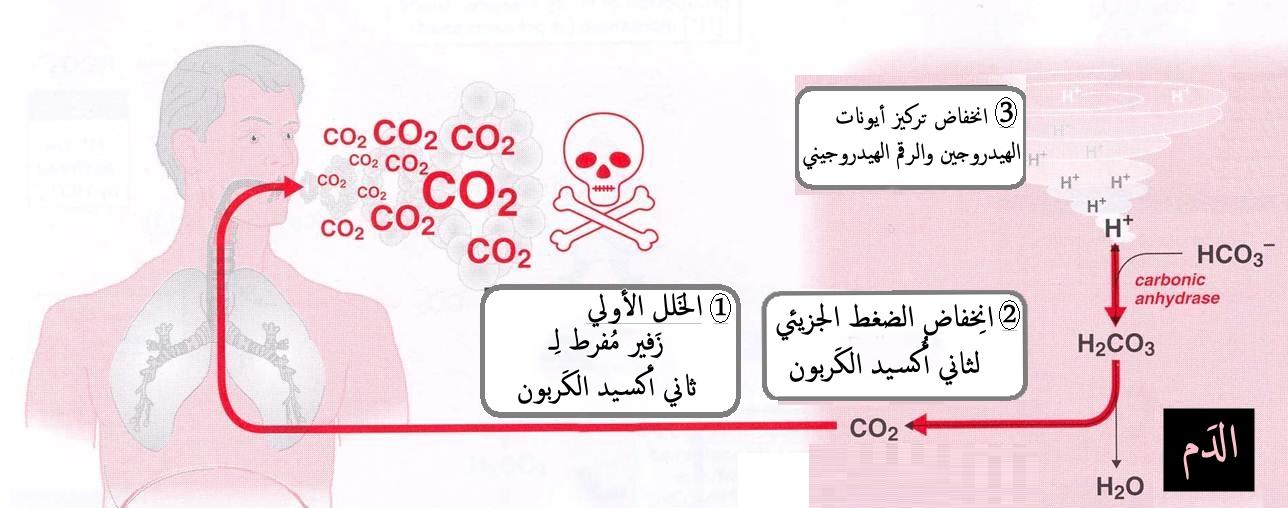
آلية حُدوث القُلاء التَنفسي بِشكل مُبسط

يُعتبر الانخفاض في تَركيز أيونات الهيدروجين في الدَورة الدَموية النتيجة الصافية لهذا التَفاعل، حَيث يُؤدي هذا الانخفاض إلى زيادة الرَقم الهيدروجيني، وكنتيجة جانِبية للتفاعل يَحصل انخفاض في تركيز أيونات الكالسيوم في الدَم.

### الأسباب وَالمُحفزات
يَحصل القُلاء التَنفسي عادةً كنتيجة لِلعلاج الطِبي (مُشكلة علاجية المنشأ) أثناء التَنفس الصِناعي المُفرط، وهُنالك أَسباب أُخرى مِن ضمنها:
1. أسباب نَفسية: كَالقَلق والهستيريا والتَوتر.[16]
2. أَسباب عَصبية مَركزية: كَالسكتة الدِماغية والتِهاب السَحايا وَالنَزف تحت العَنكبوتية وَالتهاب الدماغ.
3. استعمال بعض الأَدوية: كَالأسبرين وَالدوكسابرام وإدمان الكافيين وَالقَهوة وَالكاتيكولامين وَالبروجستيرون.[17]
4. الانتِقال إلى المناطق المُرتفعة، حيث يَنخفض الضَغط الجَوي وَتقل نسبة الأكسجين مما يؤدي إلى تحفيز زيادة التَنفس والتَهوية.
5. أمراض الرِئة: كَالإِلتِهاب الرِئوي وَالاستسقاء الرِئوي.
6. الحَمل: يَحصل أثناء الحَمل ارتفاع في مُستوى هُرمون البروجيسترون، الذي يقوم بدوره بتحفيز مركز التنفس في الدِماغ مُسبباً في بعض الحالات مَرض القُلاء التَنفسي لَلمرأة الحامِل، وَيعتبر القُلاء التنفسي المُزمن هوَ الأكثر شيوعاً أثناء الحَمل.[17]
7. الحُمى، حيث تُحفز مركز التَنفس في الدِماغ.[18]
8. ارتفاع مُستويات الأمونيوم (NH4+)، حيث يُؤدي إلى تَورم في الدِماغ وبالتالي انخفاض تَدفق الدَم إلى الدِماغ.
9. الفَشل القلبي الإحتِقاني.[18]
10. شَلل الأحِبال الصَوتية، وفيه يتم التَعويض عن فُقدان الحَجم الصَوتي بالإفراط في التَنفس وضيق التَنفس.[19]
11. أَسباب أُخرى: كَالإنتان الدَموي وارتفاع درجة الحَرارة وَفَقر الدَم الشَديد وَفَرط نشاط الغُدة الدَرقية وَالفَشل الكَبدي وَغيرها.[6]

## التَشخيص
يَتم تشخصي المَرض عن طَريق إجراء فَحص طِبي لغازات الدَم الشِريانية حيث يَزداد الرَقم الهَيدروجيني للدَم عَن 7.44، كَما يُعتبر نَقص مستوى البيكربونات عَن 36 ملم زِئبقي من مُؤشرات الإصابة بالقُلاء التَنفسي، كما يُمكن إجراء فُحوصات أُخرى كَفحص كَهرليات الدَم الذي يَكشف عن تباين تركيزات بعض العناصر كالصوديوم والبوتاسيوم والفسفور ويُظهر الانخفاض في تركيز الكالسيوم في الدم، ويمكن إجراء فَحص تعداد خلايا الدَم (CBC) الذي يَكشف عن زيادة في عدد خلايا الدم البيضاء الأمر الذي يُعتبر مُؤشرًا على حُدوث الإنتان الذي يُعتبر من مُسببات القُلاء التنفسي. كَما يُمكن زراعة عَينات الدَم والبَلغم والبَول، وإجراء تصوير إشعاعي للصَدر وتصوير مقطعي مُحوسب (CT) بالإضافة لتصوير الرنين المِغناطيسي (MRI) وتصوير الرئتين بالنظائر المُشعة (V/Q Scan).

### الفَحص الفيزيائي
يُمكن إجراء فَحص فيزيائي سَريع في حالة القُلاء التَنفسي اعتمادا على وُجود تَنفس سَريع وَعميق لَدى الشَخص.

## العِلاج

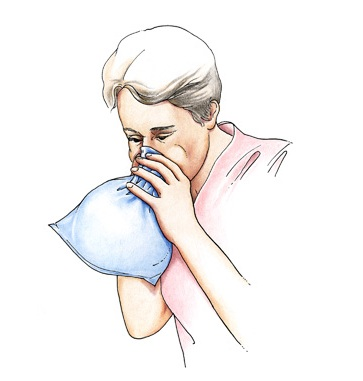
التَنفس بكيس فارغ، أولى خطوات عِلاج القُلاء.

يَهدف عِلاج القُلاء التَنفسي إلى تَصحيح العَوامل المُسببة للمرض، فلا تتم مُعالجة المَرض بشكل مُباشر، حَيث يَقوم الأطباء بطمأنة المَريض للتَخفيف من الضغط النَفسي كخطوة عِلاجية أُولى ولتجنب مُضاعفات المَرض، ثُمَ يتم دفعِه للتَنفس بِكيس فارِغ، أَو باستخدام قِناع يَسمح بإعادة تَنفس ثاني أكسيد الكربون وذلك للتَخفيف من حِدة الأعراض.
ومرض القُلاء التَنفسي لا يُعد من الأمراض المُهددة لِحياة المُصاب إلا في حالة زِيادة الرَقم الهيدروجيني عن 7.5، وفي حال حُصول ذلك لا يَتم مُعالجة المَريض بِشكلٍ مُباشر، وذلك لأن القُلاء التنفسي يُحدث كاستجابة لِبعض المُحفزات وبالتالي العِلاج سَيكون غَير مُناسب وله مُضاعفات خَطيرة ما لم يَتم التَحكم في المُحفزات المَرضية قبل بَدء العِلاج، فإذا تم عِلاج الأشخاص المصابين بالقُلاء التنفسي الحاد بشكل مُباشر وَسريع وتم تَصحيح الضغط الجزئي لثاني أكسيد الكربون (PaCO2) وإعادته إلى مستواه الطبيعي دون التَحكم بالمُحفزات المَرضية، فإن جِسم المَريض قَد يُحدث حُماض أيضي بسبب تَراجع التَعويض الكَلوي للانخفاض في نسبة البيكربونات المَصلية، كَما يتم استِخدام حاصِرات المُستقبِلات الأدرينالية البيتاوية للسَيطرة على آثار ارتفاع عَمل هرمون الأدرينالين، الذي إذا لم تتم السيطرة عَليه قد يؤدي إلى مُتلازمة فرط التَهوية.

### الاستِشارة الطِبية
بِشكل عام قَد يَحتاج الطَبيب أثناء عِلاجه للمِرض لاستشارة بعض الأخصائيين، وخصوصاً في حالة وجود تاريخ مَرضي سابق، أو وجود مشاكل في الفَحص البدني للمَريض، أو وجود خَلل غير متوقع في الفحوصات المِخبرية وفي الصُور الإشعاعية.

## الأطفال
يُصاب الأَطفال بالقُلاء التَنفسي، ولكن حدة المَرض تَكون بنسبة أَقل ممن هم أَكبر منهم سِناً، وَتكون الأَعراض المُرافقة للمرض أَقل حدة وآثاراً على الطِفل، وَيحدث القُلاء التَنفسي لَدى الأَطفال بسبب نَقص تَأكسج الدَم، أو وجود أَمراض رئوية داخِلية وخارجية لَدى الطِفل، وقد يكون السَبب نتيجة لِلعلاج الطِبي أثناء التَنفس الصِناعي المُفرط.

## الحَوامل
يُعتبر الحَمل أَحد أَسباب حُدوث مَرض القُلاء التَنفسي، حَيث يرتفع مُستوى هُرمون البروجيسترون أَثناء الحَمل، الذي يقوم بدوره بتحفيز مركز التنفس في الدِماغ مُسبباً في بعض الحالات مَرض القُلاء التَنفسي لَلمرأة الحامِل، وَيعتبر القُلاء التنفسي المُزمن هوَ الأكثر شيوعاً أثناء الحَمل. وَيَعتقد العُلماء أَن انخفِاض الضغط الجُزئي لثاني أُكسيد الكَربون أثناء الحَمل يُسهل قُدرة الجَنين على التَخلص من نُفايات عَملية الأَيض الهوائي.

## عِلم الأوبئة
في عِلم الأوبئة يُعتبر القُلاء التَنفسي من أَكثر الاضطرابات شيوعاً نَتيجة اختلال التَوازن الحِمضي القاعدي، وَيعتمد مَدى تُواجد وخُطورة هذا المَرض على نَوع المُسبب المَرضي، كَما تعتمد نسبة الوَفيات على طَبيعة السَبب الكامِن وراء المُسبب المَرضي.

## في الثَقافة الشَعبية
ذَكر الكاتِب مايكل كرايتون مَرض القُلاء التَنفسي في رَوايته سُلالة أندروميدا (The Andromeda Strain) وهي روايته الأُولى التُي نُشرت تَحت اسمه الحَقيقي، حَيث تَعرض الرواية بَقاء شَخصين فَقط على قَيد الحَياة بِسبب تَعرُضِهما لِجرثومة مرضية مُعدية كانت في بداية الأَمر غير مَعروفة، ثُم تُظهر تحقيقات العُلماء أَن كِلا الشَخصين يَمتلكان رقم هيدروجيني غير طَبيعي، فالأَول هوَ طِفل مُصاب بالقُلاء التَنفسي بسبب كَثرة البُكاء المُستمر، والآخر هوَ رَجل كَبير بالسِن يَشرب ستيرنو (هوَ وقود سام مصنع من الكُحول بشكل أساسي، كان بعض المُشردين يشربونه لرخص ثمنه)، ونتيجةً لذلك يُصبح مِن الواضح أن الجُرثومة لا تَستطيع البَقاء في نِطاق ضَيق لدرجة الحُموضة.